# Osphya nigroapicalis
Osphya nigroapicalis là một loài bọ cánh cứng trong họ Melandryidae. Loài này được Pic miêu tả khoa học năm 1921.